# 湯場海樹
湯場 海樹（ゆば かいき、1998年12月11日 - ）は、日本のプロボクサー。宮崎県都城市出身。第3代日本ライト級ユース王者。YUVAXボクシングジム所属。かつてはワタナベボクシングジム、都城レオスポーツボクシングジムに所属していた。

## 人物
父は元日本5階級制覇王者湯場忠志。

## 来歴
ボクシングは中学3年生から始めた。日章学園高校卒業。
2017年2月28日、プロデビュー戦をTKO勝利。
2018年2月26日、後楽園ホールで日本ライト級ユース王者富岡樹と日本ユースライト級タイトルマッチを行い、2回負傷引き分けで日本ユース王座獲得に失敗。
2020年1月28日、後楽園ホールで竹中関汰と日本ライト級ユース王座決定戦を行い、4回1分51秒TKO勝ちで日本ユース王座獲得に成功。
2021年7月17日、八王子市富士森体育館で日本スーパーライト級ユース王者の佐々木尽に挑戦するも、2回2分3秒KO負けを喫し、プロ初黒星。王座獲得に失敗した。

## 戦績
- プロボクシング - 17戦11勝（6KO）4敗2分

| 戦           | 日付           | 勝敗 | 時間    | 内容    | 対戦相手                             | 国籍       | 備考                                       |
| ------------ | -------------- | ---- | ------- | ------- | ------------------------------------ | ---------- | ------------------------------------------ |
| 1            | 2017年2月28日  | ☆    | 3R 2:12 | TKO     | ペットマハーラート・イミネントエアー | タイ       | プロデビュー戦                             |
| 2            | 2017年6月13日  | ☆    | 1R 1:30 | TKO     | ベナー・サンティグ                   | フィリピン |                                            |
| 3            | 2017年10月12日 | ☆    | 6R      | 判定3-0 | パブリト・カナダ                     | フィリピン |                                            |
| 4            | 2018年2月26日  | △    | 2R 1:58 | 負傷    | 富岡樹（REBOOT）                     | 日本       | 日本ユース・ライト級タイトルマッチ         |
| 5            | 2018年11月28日 | ☆    | 6R      | 判定3-0 | 蘇寶生                               | 中国       |                                            |
| 6            | 2019年4月18日  | △    | 3R 2:44 | 負傷    | 陸鶴                                 | 中国       |                                            |
| 7            | 2019年7月23日  | ☆    | 2R 0:26 | TKO     | 金珍洙                               | 韓国       |                                            |
| 8            | 2019年10月01日 | ☆    | 1R 2:16 | TKO     | 小西帝土（井岡）                     | 日本       |                                            |
| 9            | 2020年1月28日  | ☆    | 4R 1:51 | TKO     | 竹中関汰（姫路木下）                 | 日本       | 日本ライト級ユース王座決定トーナメント決勝 |
| 10           | 2021年7月17日  | ★    | 2R 2:03 | TKO     | 佐々木尽（八王子中屋）               | 日本       | 日本ユース・スーパーライト級タイトルマッチ |
| 11           | 2022年2月05日  | ☆    | 10R     | 判定3-0 | 近藤哲哉（横田S）                    | 日本       |                                            |
| 12           | 2022年8月9日   | ★    | 4R 0:58 | TKO     | 藤田炎村（三迫）                     | 日本       |                                            |
| 13           | 2023年3月20日  | ☆    | 5R 2:23 | TKO     | チャンナロン・インジャンパ           | タイ       |                                            |
| 14           | 2023年5月1日   | ☆    | 8R      | 判定2-0 | バイシャンボ・ナスイウラ             | 中国       |                                            |
| 15           | 2023年10月13日 | ☆    | 1R 0:36 | KO      | プンチュアイ・ポーンスーンヌーン     | タイ       |                                            |
| 16           | 2024年4月26日  | ★    | 4R 1:50 | KO      | 石脇麻生（石田）                     | 日本       |                                            |
| 17           | 2024年11月21日 | ★    | 8R 1:45 | TKO     | シーサー皆川（平仲BS）               | 日本       | 日本ウェルター級最強挑戦者決定戦           |
| 18           | 2025年8月1日   |      |         |         | 杜潤昂                               | 中国       | 試合前                                     |
| テンプレート |                |      |         |         |                                      |            |                                            |

## 獲得タイトル
- 第3代日本ライト級ユース王座（防衛0）